# Cherokee (Oklahoma)
Cherokee – miasto w Stanach Zjednoczonych, w stanie Oklahoma, siedziba administracyjna hrabstwa Alfalfa.